# Dosinia victoriae
Dosinia victoriae is een tweekleppigensoort uit de familie van de Veneridae. De wetenschappelijke naam van de soort is voor het eerst geldig gepubliceerd in 1914 door Gatliff & Gabriel.